# Rupi McKay
Le rupi McKay sono una serie di picchi e pareti rocciose situate all'estremità settentrionale della dorsale dei Geologi, situata nella Terra di Oates, in particolare in corrispondenza della costa di Shackleton. Questa serie di rupi è disposta in direzione est-ovest, trasversalmente alla dorsale, e si estende in questa direzione per circa 32 km arrivando all'altezza massima di 2320 m s.l.m. in corrispondenza della vetta del monte Ester.

## Storia
Avvistate per la prima volta dai membri della squadra settentrionale della spedizione neozelandese di ricognizione antartica svolta nel periodo 1961-62, le rupi McKay sono state così battezzate dai membri della stessa squadra in onore di Alexander McKay, un pioniere della geologia neozelandese.